# Vẹt đầu hồng
Psittacula roseata là một loài chim trong họ Psittacidae.